# Småland-Regiment

Regimentszeichen

Das Småland-Regiment (Schwedisch: Smålands regemente), auch als I 12 und  I 12/Fo 17 bezeichnet,  war ein Infanterieregiment der schwedischen Armee, das seinen Ursprung im 16. Jahrhundert hatte. Es wurde 2000 im Rahmen der Armeeverkleinerung aufgelöst. Die Soldaten des Regiments wurden ursprünglich über das Einteilungswerk aus der Provinz Småland rekrutiert und wurden dort stationiert.

## Weblink
- Swedish Regiments during the days of the Allotment System - Link zu - hhogman.se abgerufen am 29. März 2020